# Dalida
A Dalida ismeretlen eredetű női keresztnév, mely Dalida énekesnő művésznevéből ered.

## Gyakorisága
Az újszülötteknek adott nevek körében az 1990-es években szórványos volt. A 2000-es és a 2010-es években sem szerepelt a 100 leggyakrabban adott női név között.
A teljes népességre vonatkozóan a Dalida sem a 2000-es, sem a 2010-es években nem szerepelt a 100 leggyakrabban viselt női név között.

## Névnapok
május 31., július 21.

## Híres Dalidák
- Dalida francia énekesnő
- Dér Dalida táncművész